# تپه فلح حسن نوران
تپه فلح حسن نوران مربوط به برن ۶ تا ۸ ه.ق است و در شهرستان اشنویه، بخش مرکزی، دهستان اشنویه شمالی، روستای حسن نوران واقع شده و این اثر در تاریخ ۲۸ شهریور ۱۳۸۶ با شمارهٔ ثبت ۱۹۵۹۲ به‌عنوان یکی از آثار ملی ایران به ثبت رسیده است.